# Rjugjong Hotel
A Rjugjong Hotel (hangul: 류경려관, Rjugjong rjogvan, RR: Ryugyeong ryeogwan) szállodának szánt felhőkarcoló az észak-koreai Phenjanban. Neve a város korábbi nevéből ered, melynek jelentése a füzek városa. 105 emeletével és 330 méterével Észak-Korea legnagyobb és a világ 27. legmagasabb építménye.
Az építés 1987-ben kezdődött és 1992-ben állt le. 2008 áprilisában az egyiptomi Orascom Group 16 év után újraindította a hotel építését. Egy magas rangú észak-koreai hivatalnok öt hónappal későbbi, szeptemberi beszámolója szerint a hotel átadását 2012-re, Kim Ir Szen születésének 100. évfordulójára tervezték. Ez azonban nem valósult meg, csak az épület külsejét fejezték be.

## Építése
A Rjugjong Hotel építését 1987-ben kezdték el, és az 1989-es Világifjúsági Találkozóra kívánták átadni. Háromezer szobás, 105 emeletes, 330 méter magas, nagyon látványos, piramist formázó, de háromszárnyú alaprajzzal bíró épületet terveztek, melynek tetején öt forgó étterem kapott helyet. A becslések szerint 750 millió amerikai dollárt felemésztő vállalkozás állítólag azért indult meg, mert Dél-Koreában korábban átadtak egy 102 emeletes szállodát. A betonvázat már majdnem sikerült befejezni, amikor máig tisztázatlan okokból leállították az építkezést. Szakértők szerint a leállás okai között szerepelnek építési problémák, áramellátási zavarok, az építkezésre szánt keret kimerülése, valamint a lakosságot sújtó éhínség. Lebontásáról sem lehetett szó: az ország teljhatalmú vezetője, Kim Dzsongil presztízsokokból erről hallani sem akart, valamint a lebontás is óriási kiadásokkal járt volna.
Az észak-koreai vezetés az építkezéssel a nyugati befektetőket próbálta becsalogatni az országba, számukra a hotelben engedélyezték volna kaszinók, éjszakai klubok és masszázsszalonok üzemelését.
Az építkezést 2008-tól ismét elkezdték felújítani, de a 2012 áprilisára tervezett átadás nem valósult meg.

## „A piramis átka”
A városképet a piramis uralja, sőt változatlanul megjelenik az utazási kiadványokban. Egy 1990-es kiadványban található fényképen kivilágítva mutatják, mintha már üzemelne, ez azonban valószínűleg csak manipulált fénykép.

## Építészeti utópia
2005-ben a Domus Olaszországban megjelenő nemzetközi építészeti magazin egy fiktív pályázatot rendezett az épület hasznosítására. Több száz utópisztikus pályázat érkezett az épület átalakítására. A pályázok hasznosítási ötletei közt szerepelt egy világméretű kommunikációs központ, grandiózus valóságshow-helyszín, alternatív energiaközpont és egy hatalmas mauzóleum. A 2006-os Velencei Építészeti Biennálé egy külön termet szentelt az épület történetének és a fiktív projektek bemutatásának.